# الگوت نیسکا
الگوت نیسکا (فنلاندی: Algoth Niska; ۵ دسامبر ۱۸۸۸ – ۲۸ مهٔ ۱۹۵۴) بازیکن فوتبال اهل فنلاند بود.